# Gongnaisigou Xiang
Gongnaisigou Xiang är en socken i Kina. Den ligger i den autonoma regionen Xinjiang, i den nordvästra delen av landet, omkring 240 kilometer väster om regionhuvudstaden Ürümqi. Antalet invånare är 2 246. Befolkningen består av 546 kvinnor och 1 700 män. Barn under 15 år utgör 7,0 %, vuxna 15-64 år 90 %, och äldre över 65 år 1,0 %.
Genomsnittlig årsnederbörd är 289 millimeter. Den regnigaste månaden är juni, med i genomsnitt 64 mm nederbörd, och den torraste är december, med 7 mm nederbörd.